# BTX (électronique)
Pour les articles homonymes, voir BTX.
 (février 2019).

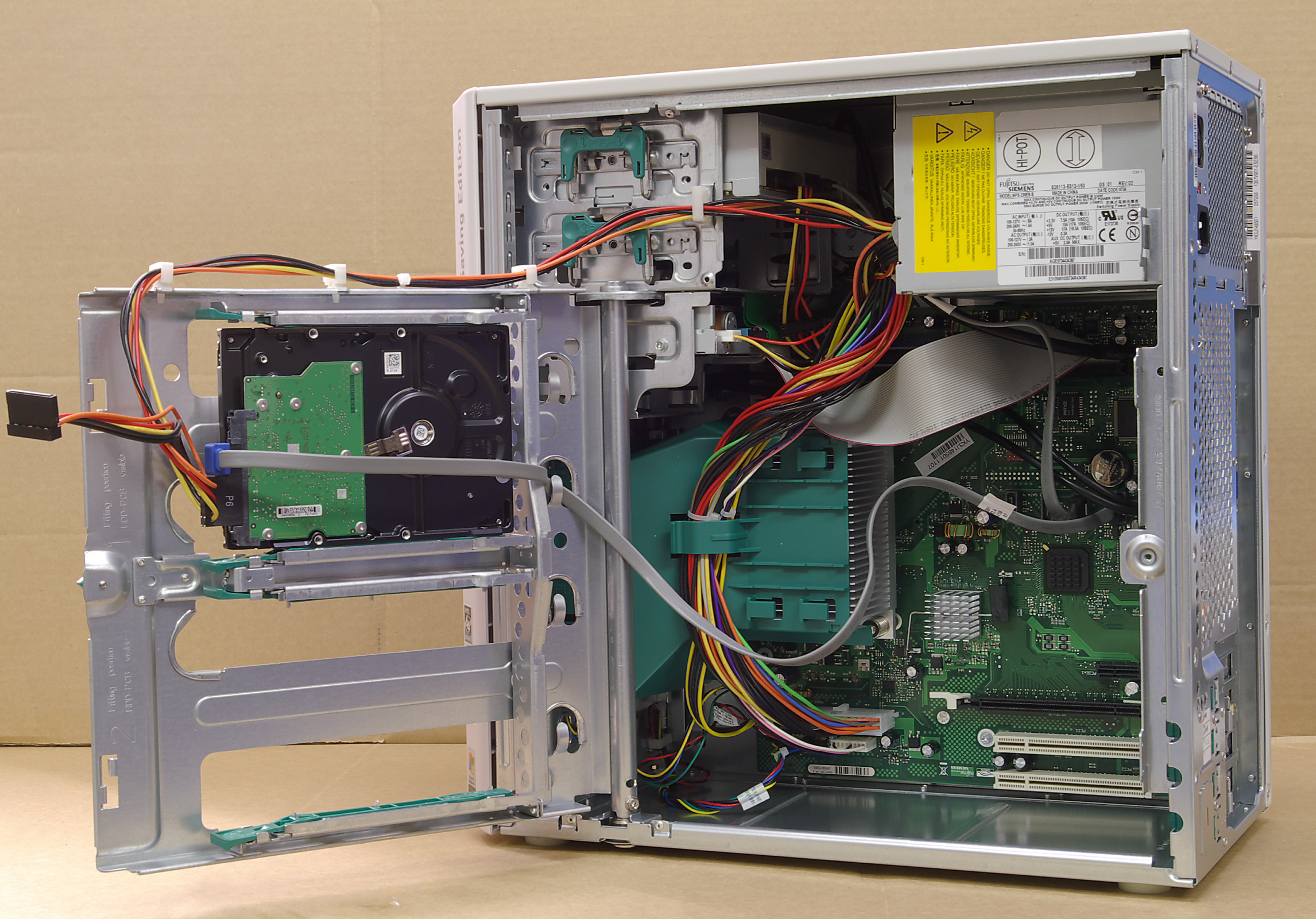
Boîtier d'ordinateur à la norme BTX.

BTX (Balanced Technology Extended) est une recommandation visant à faciliter l'évacuation de la chaleur produite par les composants électroniques internes d'un ordinateur grâce à une meilleure disposition de ceux-ci. Créée par Intel et Sony en 2004, elle corrige les nombreux défauts de la norme précédente, la norme ATX, standard de fait depuis 1995. 

## Nouvelle organisation des composants
La norme BTX spécifie un meilleur positionnement des composants afin de réduire les flux de chaleur dégagés. La mémoire vive et le processeur sont disposés de manière à permettre un refroidissement plus efficace de ces composants en couplant leur système de refroidissement.

## Problème de la norme BTX
Le problème de la norme BTX est qu'elle n'est (pour l'instant[Quand ?]) utilisée que par les PC de marque et de grands constructeurs. Très peu de boitiers et de cartes-mères vendues au détail pour les machines d'assemblage sont au format BTX.

## La position de AMD
AMD n'a pas jugé utile de passer à la technologie BTX puisque l'utilisation de ce format avec ses processeurs n'était pas justifiée. Cela n'a pas empêché plusieurs constructeurs de vendre des machines avec des processeurs AMD et au format BTX.

## La fin de la norme BTX
Lors d'une conférence organisée à Taiwan, Intel a fait savoir qu'il n'appuierait plus le format de boîtier BTX à partir de 2007. Avec l'arrivée de ses Core 2 Duo qui dégagent beaucoup moins de chaleur que les Pentium 4 et autres Pentium D, l'utilisation du BTX n'aurait plus de raison d'être.